# François-Henri Laenen
François-Henri Laenen (1801 - 1849) was een Belgische neoclassicistische architect en Leuvense stadsarchitect. Het eerste station van Leuven was een van zijn realisaties.

## Leven
François-Henri Laenen werd in 1801 geboren in Antwerpen.
In 1836 werd hij benoemd tot adjunct van Alexander Van Arenberg, hoogleraar architectuur aan de Academie voor Schone Kunsten in Leuven. Daarna werd hij de stadsarchitect van de stad Leuven. In 1839 ontwierp hij het eerste gebouw van het station van Leuven in neoclassicistische stijl, uitgevoerd tussen 1840 en 1849, alsook het nieuwe stationsgebied: het Martelarenplein en de Bondgenotenlaan.
Hij was slechts 48 jaar wanneer hij in 1849 in Leuven overleed.

## Realisaties
- 1846-1849: Voormalig entrepot van Leuven
- 1836: De Rijschool in Leuven
- 1840: Het eerste gebouw van het station van Leuven
- 1840-1846: Restauratie van de torenspits van de Sint-Geertrui-abdij in Leuven

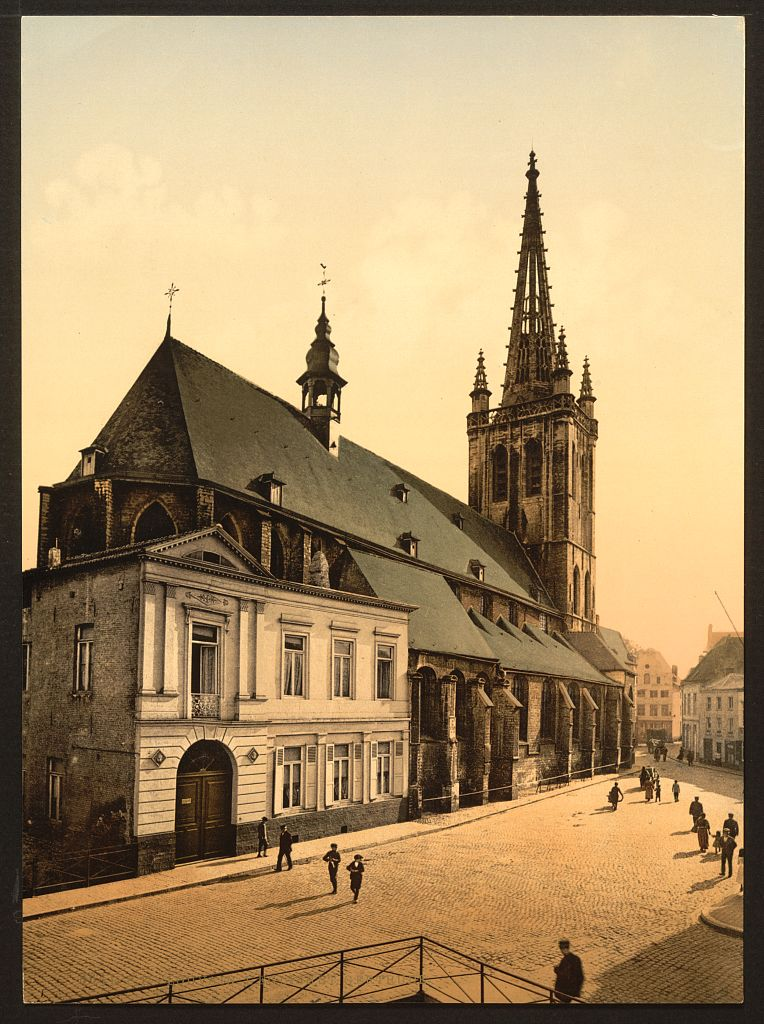
De toren van de Sint-Geertrui-abdijkerk te Leuven na restauratie door François-Henri Laenen.

### Entrepot Leuven
Door de toenemende buitenlandse handel werden de oude entrepots van Leuven in 1846 te klein en werd François-Henri Laenen belast met de bouw van een nieuw entrepot op het plein voor de Vaartkom. In 1852 (na het overlijden van Laenen) werd het gebouw uitgebreid met een zoutmagazijn en, in 1897, een opslagruimte voor suiker. In 1954 werd het gebouw vervangen door het huidige entrepot door architect Victor Broos.